# Osowo Nowogardzkie
Osowo Nowogardzkie – zlikwidowany przystanek osobowy w Osowie, w województwie zachodniopomorskim, w Polsce.